# Steffen Jacobs
Steffen Jacobs (Pseudonym Jakob Stephan) (* 4. April 1968 in Düsseldorf) ist ein deutscher Lyriker, Essayist, Herausgeber und Übersetzer. 

## Leben
Steffen Jacobs lebte von 1987 bis 2020 in Berlin. Er studierte Germanistik und Theaterwissenschaft an der Freien Universität und arbeitete in den 1990er Jahren als Rezensent und Kolumnist u. a. für die Frankfurter Allgemeine Zeitung, Die Welt und die Neue Rundschau. Seit 1996 ist Jacobs freier Schriftsteller mit den Arbeitsschwerpunkten Lyrik und Lyrikkritik. Er hat seitdem vier Gedichtbände und zwei Essaybände veröffentlicht sowie drei Lyrikanthologien herausgegeben. Seit 2002 übersetzt er außerdem Romane aus dem Englischen, u. a. von Philip Larkin, Kingsley Amis und Kyril Bonfiglioli. Seit 2021 lebt Jacobs mit seiner Familie in der Region Syddanmark in Dänemark. Er ist in zweiter Ehe mit der slowenischen Literaturübersetzerin Ana Jasmina Oseban verheiratet.
Steffen Jacobs ist Mitglied der Mainzer Akademie der Wissenschaften und der Literatur und des PEN-Zentrums Deutschland.

## Wirken
Der Literaturkritiker Harald Hartung charakterisierte Jacobs’ Lyrik mit den Worten: „Er führt seine Leser (...) ins Freie der Erfahrung, des Witzes, der Heiterkeit. In das Abenteuer von zehn oder dreißig Versen, nach deren Lektüre man seine Umwelt ein wenig anders sieht: schärfer, ironischer, aber auch gelassener.“ Der Schriftsteller Martin Mosebach urteilte in „Die Literarische Welt“: „Jacobs schreibt schlanke, elegante Verse. Er kennt nicht nur keine Metaphernseligkeit, er braucht überhaupt keine Metaphern, die nach allgemeiner Erwartung doch geradezu als Abzeichen des Lyrischen gelten. (...) Seine Verse haben kein Fett, keinen Zucker. Sie sind flüssig und zivilisiert.“
Unter dem Pseudonym „Jakob Stephan“ betätigte sich Steffen Jacobs im Rollenkostüm eines „Lyrikdoktors“ von 1996 bis 2000 als Kommentator des zeitgenössischen deutschsprachigen Lyrikbetriebes. Der Literaturwissenschaftler Gert Ueding sprach aus Anlass der Buchausgabe „Lyrische Visite“ von einem „Roman der modernen Poesie, wie man ihn sich intelligenter, unterhaltsamer, kenntnisreicher nicht wünschen kann“. Als „Lyrik-TÜV“ verfolgte Jacobs im Jahr 2007 in einem gleichnamigen Essayband einen ähnlichen Ansatz ironischer Erkenntnissuche gegenüber einigen Zentralgestalten der deutschen Lyrik des zwanzigsten Jahrhunderts.
Zwischen 2004 und 2006 unternahm Steffen Jacobs zusammen mit Matthias Politycki und Hellmuth Opitz mehrere Lesereisen mit dem gemeinsamen Lyrikprogramm „Frauen. Naja. Schwierig.“ Die publikumswirksame Performance der drei Herren in grauen Anzügen brachte Lyrik auch abseits literaturspezifischer Auftrittsorte zu Gehör, etwa in Musikklubs, Theaterfoyers und auf Kabarettbühnen. Das Live-Programm „Frauen. Naja. Schwierig“ ist auf einer gleichnamigen CD dokumentiert.
Jacobs verfasst außerdem Features für Rundfunksender, gibt Lyrikseminare (u. a. für Deutscher Literaturfonds und Bundesakademie für kulturelle Bildung Wolfenbüttel) und übersetzt Romane aus dem Englischen. Mit „Die komischen Deutschen“ hat er im Jahr 2004 eine populäre und seitdem vielfach neu aufgelegte Gedichtanthologie herausgegeben (8. Auflage 2011). Im Wintersemester 2010/11 hatte Steffen Jacobs die Poetikdozentur der Johannes Gutenberg-Universität Mainz inne, im Sommersemester 2013 und im Wintersemester 2015/16 eine Gastprofessur am Deutschen Literaturinstitut Leipzig. Sein Gedichtband „Die Liebe im September“ erreichte kurz nach Erscheinen im Frühjahr 2010 Platz fünf der Bestenliste der Zeitschrift Literaturen.
Er ist regelmäßiger freier Mitarbeiter bei rbbKultur, dem Kultursender des Rundfunk Berlin Brandenburg (RBB).
Im Herbst 2020 gehörte er zu den Erstunterzeichnern des Appell für freie Debattenräume.

## Werke
- Der Alltag des Abenteurers. Gedichte. S. Fischer, Frankfurt am Main 1996.
- Geschulte Monade. Gedichte. S. Fischer, Frankfurt am Main 1997.
- Lyrische Visite oder Das nächste Gedicht, bitte! Essays. Haffmans, Zürich 2000 (unter dem Namen Jakob Stephan).
- Angebot freundlicher Übernahme. Gedichte. Haffmans bei Zweitausendeins, Frankfurt am Main 2002.
- Der Lyrik-TÜV. Ein Jahrhundert deutscher Dichtung wird geprüft. Essays. Eichborn, Frankfurt am Main 2007 (Die Andere Bibliothek).
- Die Liebe im September. Gedichte. Wallstein, Göttingen 2010.

## Gedichte in Anthologien (Auswahl)
- Harald Hartung (Hrsg.): Jahrhundertgedächtnis. Deutsche Lyrik im 20. Jahrhundert. Philipp Reclam jun., Stuttgart 1998.
- Karl Otto Conrady (Hrsg.): Der neue Conrady. Das große deutsche Gedichtbuch. Artemis & Winkler, Düsseldorf, Zürich 2000.
- Björn Kuhligk, Jan Wagner (Hrsg.): Lyrik von jetzt. 74 Stimmen. Mit einem Vorwort von Gerhard Falkner. DuMont, Köln 2003.
- Robert Gernhardt, Klaus Cäsar Zehrer (Hrsg.): Hell und Schnell. 555 komische Gedichte aus 5 Jahrhunderten. S. Fischer, Frankfurt am Main 2004.
- Wulf Segebrecht (Hrsg.): Das deutsche Gedicht vom Mittelalter bis zur Gegenwart. S. Fischer, Frankfurt am Main 2005.
- Marcel Reich-Ranicki (Hrsg.): Der Kanon. Die deutsche Literatur. Gedichte. Band 7: Erich Fried bis Durs Grünbein. Insel, Frankfurt am Main 2005.
- Heinrich Detering (Hrsg.): Reclams großes Buch der deutschen Gedichte. Philipp Reclam jun., Stuttgart 2007.
- Karl Otto Conrady (Hrsg.): Der große Conrady. Das Buch deutscher Gedichte. Artemis & Winkler, Düsseldorf 2008.
- Hans-Joachim Simm (Hrsg.): Deutsche Gedichte. Insel, Frankfurt am Main, Leipzig 2009.
- Michael Lentz, Michael Opitz (Hrsg.) In diesem Land. Gedichte 1990–2010. S. Fischer, 2010.
- Gerd Haffmans (Hrsg.): Die feiernden Deutschen. 789 brauchbare Gedichte. Haffmans bei Zweitausendeins, Frankfurt am Main 2012.

## Herausgeberschaft
- Die komischen Deutschen. 881 gewitzte Gedichte aus 400 Jahren. Haffmans bei Zweitausendeins, Frankfurt am Main 2004. 8. Auflage 2011.
- Die liebenden Deutschen. 645 entflammte Gedichte aus 400 Jahren. Haffmans bei Zweitausendeins, Frankfurt am Main 2006. 3. Auflage 2012.
- Liederlich! Die lüsterne Lyrik der Deutschen. Eichborn, Berlin 2008, ISBN 978-3-8218-5815-9.

## Hörbücher
- Angebot freundlicher Übernahme. Haffmans bei Zweitausendeins, Frankfurt am Main 2002.
- mit Katharina Thalbach, Harry Rowohlt, Gerd Haffmans: Die komischen Deutschen. Skript, Regie & Sprecher. Haffmans bei Zweitausendeins, Frankfurt am Main 2005.
- mit Matthias Politycki, Hellmuth Opitz: Frauen. Naja. Schwierig. Lyrik live. Hoffmann und Campe Verlag, Hamburg 2005.

## Übersetzungen
- Kyril Bonfiglioli: Das große Schnurrbart-Geheimnis. Roman. Haffmans bei Zweitausendeins, Frankfurt am Main 2003.
- Philip Larkin: Wirbel im Mädcheninternat Willow Gables. Roman. Haffmans bei Zweitausendeins, Frankfurt am Main 2003.
- Neil Jordan: Schatten. Roman. Berlin Verlag, Berlin 2005.
- Helen FitzGerald: Furchtbar lieb. Roman. Galiani, Berlin 2010.
- Kingsley Amis: Jim im Glück. Roman. Haffmans bei Zweitausendeins, Frankfurt am Main 2010.
- Philip Larkin: Jill. Roman. Haffmans bei Zweitausendeins, Frankfurt am Main 2010.
- mit Bernhard Josef, Michael Kellner, Heike Rosbach u. a.: Suelette Dreyfus, Julian Assange: Underground. Tatsachenroman. Haffmans & Tolkemitt, Berlin 2011.
- Helen FitzGerald: Letzte Beichte. Roman. Galiani, Berlin 2011.
- Salvatore Scibona: Das Ende. Roman. Arche, Zürich, Hamburg 2012.
- Helen FitzGerald: Tod sei Dank. Galiani, Berlin 2012.
- mit Harry Rowohlt, Juli Zeh, Alexa Hennig von Lange u. a.: James Frey: Das letzte Testament der Heiligen Schrift. Roman. Haffmans & Tolkemitt, Berlin 2012.
- Helen FitzGerald: Die dunkle Treppe. Roman. Galiani, Berlin 2013.
- mit Anna-Nina Kroll, Nicolai von Schweder-Schreiner u. a.: Richard Burton: Die Tagebücher. (Hrsg.: Chris Williams) Haffmans & Tolkemitt, Berlin 2013.
- Dennis Lehane: The Drop - Bargeld. Roman. Diogenes, Zürich 2014
- Rob Biddulph: Weggepustet. Kinderbuch. Diogenes, Zürich 2015.
- Helen FitzGerald: Ex. Roman. Galiani, Berlin 2015.
- I. J. Kay: Nördlich der Mondberge. Roman. Kiepenheuer & Witsch, Köln 2015.
- Dennis Lehane: Am Ende einer Welt. Roman. Diogenes, Zürich 2015.
- Dennis Lehane: Shutter Island. Roman. Diogenes, Zürich 2015.
- mit Anja Kootz: Russ Kick (Hrsg.): The Graphic Canon Band 2, Weltliteratur als Graphic Novel. Galiani Berlin, Berlin 2015.
- Dennis Lehane: Ein letzter Drink. Roman. Diogenes, Zürich 2016.
- Rob Biddulph: GRRRRR! Kinderbuch. Diogenes, Zürich 2016.
- Rob Biddulph: Ein bunter Hund. Kinderbuch. Diogenes, Zürich 2017.
- Rob Biddulph: Käpt'n Blau. Kinderbuch. Diogenes, Zürich 2018.
- mit Peter Torberg: Dennis Lehane: Der Abgrund in dir. Roman. Diogenes, Zürich 2018.
- Edgar Allan Poe: Unheimliche Geschichten. Illustriert von Kat Menschik. Galiani, Berlin 2018.
- Richard Scarry: Die schönsten Märchen für Kinder. Kinderbuch. Diogenes, Zürich 2020.
- Mattias Berg: Der Carrier. Roman. Atrium, Zürich 2020.
- Samantha Harvey: Westwind. Roman. Atrium, Zürich 2020.
- Rob Biddulph: Kevin. Kinderbuch. Diogenes, Zürich 2021.
- Rob Biddulph: Hundsallein. Kinderbuch. Diogenes, Zürich 2022.
- Stanley Tucci: Taste. Mein Leben für Küche und Kamera. Kulinarische Autobiografie. Arche, Zürich 2023

## Auszeichnungen (Auswahl)
- 1998: Kunstpreis Berlin, Förderungspreis Literatur
- 2000: Projektstipendium des Deutschen Literaturfonds
- 2001: Amsterdam-Stipendium der Stiftung Kulturaustausch
- 2002: Hugo-Ball-Förderpreis der Stadt Pirmasens
- 2004: New-York-Stipendium zum Kranichsteiner Literaturpreis
- 2009: Projektstipendium des Deutschen Literaturfonds
- 2011: Translator in Residence am Europäischen Übersetzer-Kollegium, Straelen